# Municipalità metropolitana di Città del Capo
La municipalità metropolitana di Città del Capo (in inglese City of Cape Town Metropolitan Municipality) è una municipalità metropolitana della provincia del Capo Occidentale in Sudafrica. Il suo codice di distretto è CPT.
La sede amministrativa e legislativa è la città di Città del Capo e il suo territorio si estende su una superficie di 2.454 km² ed è suddiviso in 105 circoscrizioni elettorali (wards). In base al censimento del 2001 la sua popolazione è di 2.893.246 abitanti.
Dal distretto dipedendono le Isole del Principe Edoardo.

## Geografia fisica

### Confini
Il municipio metropolitano di Città del Capo confina a nord con la municipalità distrettuale di West Coast, a est con quelle di Cape Winelands e Overberg e a sud e a ovest con l'Oceano atlantico.

### Città e comuni
- Atlantis
- Bakoven
- Bellville
- Blackheath
- Bloubergstrand
- Blue Downs
- Bothasig
- Brackenfell
- Briza
- Camps Bay
- Città del Capo
- Clifton
- Clovelly
- Crossroads
- Delft
- Du Noon
- Durbanville
- Eersterivier
- Elsiesrivier
- Langa
- Faure
- Firgrove
- Fisantkraal
- Fish Hoek
- Goodwood
- Gordon's Bay
- Guguletu
- Hout Bay
- Imizamo Yethu
- Joe Slovo Park
- Khayelitsha
- Kommetjie
- Kraaifontein
- Kuilsriver
- Langa
- Lekkerwater
- Llandudno
- Lwandle
- Macassar
- Maitland
- Mamre
- Mandalay
- Melkbosstrand
- Mfuleni
- Milnerton
- Mitchell's Plain
- Nomzano
- Noordhoek
- Nyanga
- Ottery
- Parow
- Pella
- Philadelphia
- Phillippii
- Scarborough
- Sea Point
- Simonstown
- Sir Lowry's Pass
- Somerset West
- St James
- Strand
- Strandfontein
- Table View
- Tokai
- Westlake
- Witsand

### Fiumi
- Diep
- Silvermine
- Steenbras

### Dighe
- Brinksburg Dam
- Bluegum Dam
- De Villiers Dam
- Hely-Hutchinson Reservoir
- Langkloof Lower Dam
- Langverwacht Dam
- Rockview Dam
- Steenbras Reservoir
- Steenbras Upper Dam